# Abdelkarim Fergat
Abdelkarim Fergat (arab. عبد الكريم فرقات; ur. 2 marca 1994) – algierski zapaśnik walczący w stylu klasycznym. Dwukrotny olimpijczyk. Zajął trzynaste miejsce w Tokio 2020kategorii 60 kg i szesnaste w Paryżu 2024 w tej samej wadze.
Dwunasty na mistrzostwach świata w 2019. Brązowy medalista igrzysk afrykańskich w 2023, a także igrzysk panarabskich w 2023. Złoty medalista mistrzostw Afryki w 2018, 2019, 2020 i 2022. Trzeci w indywidualnym Pucharze Świata w 2020. Wicemistrz arabski w 2015. Brązowy medalista wojskowych MŚ z 2021 i 2025. Mistrz śródziemnomorski w 2018. Mistrz Afryki juniorów w 2014 roku.